# Intrépide (1690)
Pour les articles homonymes, voir L'Intrépide.
L'Intrépide était un navire portant 84 canons, construit par  Blaise Geslain à Rochefort en 1689-1690, et lancé en 1690. L'Intrépide finit ses derniers jours à Toulon en 1724 après 34 ans de service,. 

## Caractéristiques
Armé de 84 canons, dont 28 de 36 livres sur le pont inférieur, 26 canons de 18 livres sur le pont intermédiaire, et 26 de 8 livres sur le pont supérieur, avec 4 canons de 4 livres sur le bastingage et le gaillard arrière.

## Historique
- 1704/08/13 Participa à la bataille de Malaga
- 1707/07/29 Participa à la bataille de Toulon
- 1717/06 Reclassifié comme navire non classifié
- 1721 À la cale sèche à Toulon NNF-1715
- 1724 Détruit